# Cantiga da Rua
Cantiga da Rua é um filme português realizado por Henrique Campos em 1949. A estreia em Portugal foi a 24 de fevereiro de 1950. Feito para as canções de Alberto Ribeiro, que também foi argumentista, o filme foi um dos maiores, senão o maior, êxitos de bilheteira do seu tempo e é considerado um clássico do cinema português.

## Sinopse
O sonho de Alberto é ser cantor, mas o pai, Gaspar, quer que ele seja empregado na sua sapataria. A madrasta de Alberto, Guilhermina, faz tudo para favorecer o seu filho Luís, um estroina que há anos que finge estudar para contabilista. A vida de Alberto em casa do pai torna-se insuportável, pelo que vai viver para a casa da "Ti" Mariana, que o criou. A filha desta, Maria da Luz, operária e cantadeira de fados, empresta as suas economias a Alberto para ele ir para Espanha seguir o seu sonho.
Entretanto, Guilhermina trama uma calúnia e convence o marido que Alberto o roubou. Vexado, Alberto corta relações com o pai e vai para Madrid, com o dinheiro emprestado por Maria da Luz e por Mariana, que empenhou as suas poucas joias. Alberto passou vários meses sem encontrar trabalho, ficando praticamente na miséria, mas por um golpe de sorte consegue um contrato e pocuo depois alcançou um grande êxito, que na Europa quer na América. Voltou a Lisboa em triunfo, para atuar num espetáculo de gala no Teatro de São Carlos. Reconcilia-se com o seu pai e casa com Maria da Luz.

## Elenco
Fonte: Arquivo Municipal de Lisboa e Mubi.
- Alberto Ribeiro
- Deolinda Rodrigues
- Eunice Muñoz
- Maria Olguim
- Costinha
- Luísa Durão
- Aura Ribeiro
- Lena Maria
- Maria de Lourdes
- Manuel Santos Carvalho
- Alves da Costa
- Augusto Fraga
- Franklim Eloy
- Hernani Muñoz Pai
- Joaquim Prata
- António Palma
- Álvaro Pereira
- Armando Machado
- Artur Agostinho
- Pestana Amorim
- Rafael Vieitas
- Ruy Ferrão